# Yarelis Suero
Yarelis Suero es una deportista dominicana que compitió en judo. Ganó cuatro medallas en el Campeonato Panamericano de Judo entre los años 1998 y 2003.

## Palmarés internacional
| Campeonato Panamericano | Campeonato Panamericano         | Campeonato Panamericano | Campeonato Panamericano |
| Año                     | Lugar                           | Medalla                 | Categoría               |
| ----------------------- | ------------------------------- | ----------------------- | ----------------------- |
| 1998                    | Santo Domingo (Rep. Dominicana) | Medalla de bronce       | –45 kg                  |
| 2001                    | Córdoba (Argentina)             | Medalla de plata        | –44 kg                  |
| 2002                    | Santo Domingo (Rep. Dominicana) | Medalla de oro          | –44 kg                  |
| 2003                    | Salvador (Brasil)               | Medalla de oro          | –44 kg                  |